# Kuhstedt
Kuhstedt ist der westlichste Ortsteil der Gemeinde Gnarrenburg im niedersächsischen Landkreis Rotenburg (Wümme).

## Geographie

### Lage
Kuhstedt liegt etwa drei Kilometer westlich Gnarrenburgs. Durch den Ort verlaufen in Nord-Süd-Richtung die Bundesstraße 74 von Basdahl nach Bremen-Nord und in West-Ost-Richtung die Landesstraße 122 von Kirchwistedt nach Gnarrenburg.

### Nachbargemeinden
Umliegende Ortschaften sind Altwistedt und Brillit im Norden, Gnarrenburg im Osten, Dahldorf und Neu Kuhstedt im Süden und die Siedlung Kuhstedt im Westen.

### Ortsgliederung
- „Kuhstedt“ – Der Kernort.
- „Messelskamp“ – Wohnsiedlung, entstand nach dem Zweiten Weltkrieg.
- „Neu Kuhstedtermoor“ – Moorsiedlung, um 1857 gegründet.
- „Neu Kuhstedt“ – Es wird angenommen, dass Neu Kuhstedt der älteste besiedelte Bereich Kuhstedts ist.
- „Siedlung Kuhstedt“ – Siedlung, um 1939 geplant, im Jahr 1946 durch die Hannoversche Siedlungsgesellschaft für Flüchtlinge erbaut.[1]

## Geschichte

### Mittelalter
Kuhstedt wurde um 1100 urkundlich ersterwähnt, nämlich als "Custede", was soviel bedeutet wie Grenzstätte. Im Jahre 1420 wurde Kuhstedt als Kirchort aufgeführt.

### Neuzeit
Im Jahre 1859 wurde am Nordrand der Gemeinde eine Ziegelei errichtet, die in den 1980er Jahren stillgelegt wurde.

### Eingemeindung nach Gnarrenburg
Am 8. April 1974 wurde die bis dahin selbständige Gemeinde Kuhstedt im Zuge der Gebietsreform in Niedersachsen in die Gemeinde Gnarrenburg eingegliedert.

### Einwohnerentwicklung
Nach 1945 kam es zur Ansiedlung einer größeren Zahl von Flüchtlingen und Vertriebenen in Neubausiedlungen.
| Jahr      | 1910  | 1925  | 1933  | 1939  | 1950  | 1956  | 1973  | 2011   | 2012   | 2016   | 2022  |  |
| --------- | ----- | ----- | ----- | ----- | ----- | ----- | ----- | ------ | ------ | ------ | ----- |  |
| Einwohner | 582   | 771   | 749   | 883   | 1574  | 1416  | 1120  | 1036 ¹ | 1028 ¹ | 1090 ¹ | 1117  |  |
| Nachweise | [ 3 ] | [ 4 ] | [ 4 ] | [ 4 ] | [ 5 ] | [ 5 ] | [ 6 ] |        |        |        | [ 1 ] |  |

¹ laut Versionsgeschichte des Ortes jeweils zum 31. Dezember
|  |

## Politik

### Ortsrat
Der Ortsrat von Kuhstedt setzt sich aus elf Mitglieder zusammen. Die Ratsmitglieder werden mittels Kommunalwahl für jeweils fünf Jahre gewählt.
Bei der Kommunalwahl 2021 erhielt die „Allgemeine Wählergemeinschaft Kuhstedt“ (AWG) alle elf Sitze.

### Ortsbürgermeister
Ortsbürgermeister von Kuhstedt ist Jannis Düls.

## Sehenswürdigkeiten

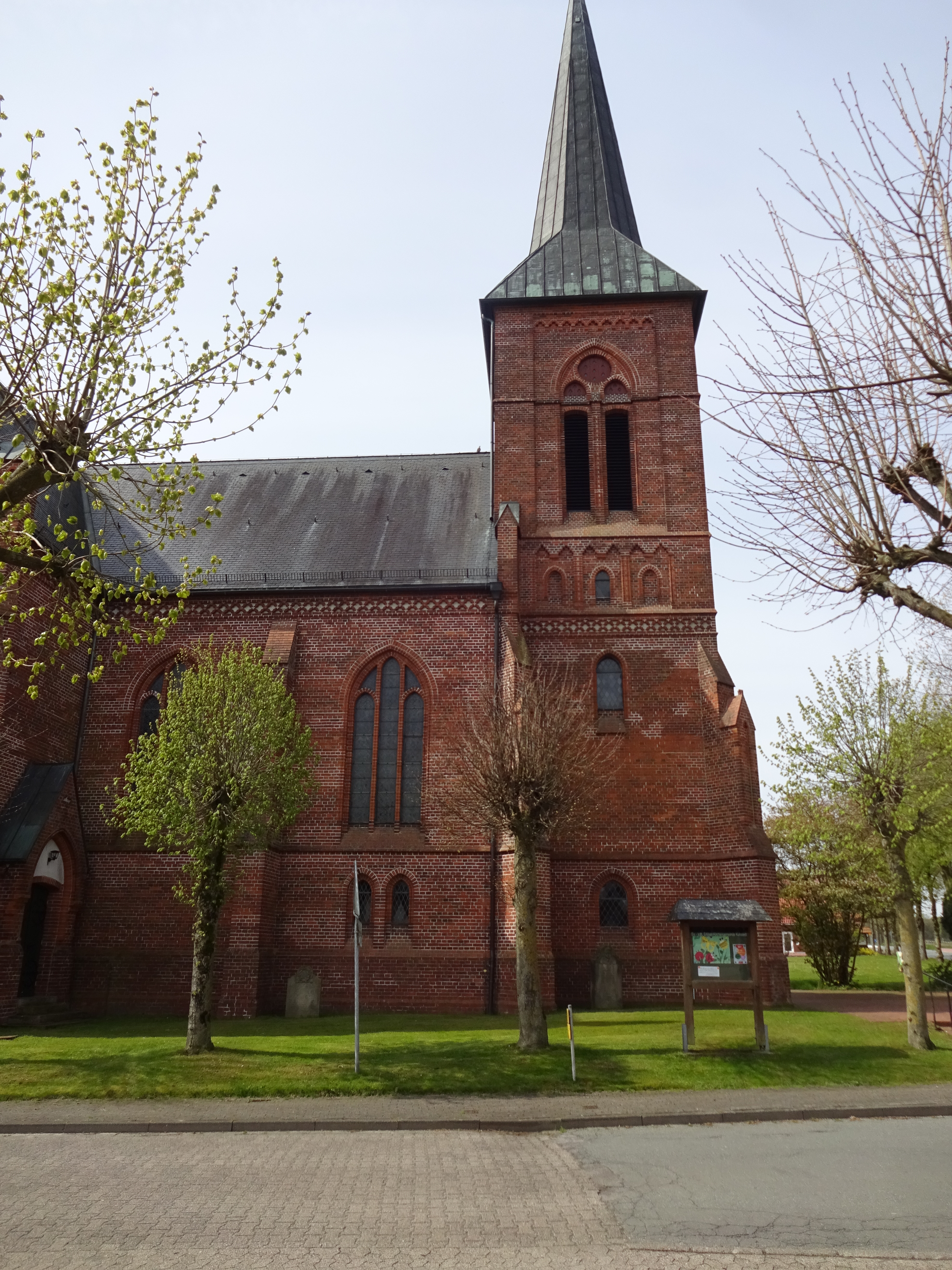
Erlöserkirche Kuhstedt

- Die evangelisch-lutherische Kuhstedter Erlöserkirche ist eine aus Backstein erbaute neugotische Saalkirche und wurde von dem hannoverschen Architekten Eduard Wendebourg geplant. Die aufgrund einer Schenkung errichtete Kirche verfügt über einen polygonalen Chor und einen Westturm. Für ihren Bau in den Jahren 1892 bis 1893 wurde die alte gotische Saalkirche abgebrochen. Aus diesem Vorgängerbau wurden das Kruzifix auf dem Altar, Teile der Kanzel und zwei Holzschnitzereien übernommen.[9][10]

## Persönlichkeiten
Söhne und Töchter des Ortes
- Karl Leo Wilhelm Brünings (1876–1958), HNO-Arzt und Hochschullehrer

Personen, die mit dem Ort in Verbindung stehen
- Paul Andreas Matthaei (1662–1737), Prediger in Kuhstedt
- Harm Dieder Kirschner (* 1962), Orgelbaumeister, arbeitete an der Orgel der örtlichen Erlöserkirche